# Ретензија (Земун)
Ретензија је градско насеље у Београду, које се налази на територији градске општине Земун.

## Локација
Ретензија се налази у југоисточном делу урбаног Земуна, на граници са општином Нови Београд. Граничи се са насељемима Доњи Град на северу, Земунски Кеј на истоку и Павиљони на југу. Насеље је ограничено Булеваром Михајла Пупина (запад), Булеваром Николе Тесле (исток) и улицама 22. октобра (север) и Џона Кенедија (југ).
На овом месту се у 19. веку Дунав изливао за време великих водостаја, али је то престало изградњом пруге и насипа 1881-1882 (те ово ипак није разлог за назив овог краја).

## Карактеристике
Ретензија заузима област у оквиру блока 9б, једног од 72 новобеоградска стамбена блока. Услед промена административних граница општина, неколико блокова су данас део општине Земун (блокови 9, 9а, 9б, 11, 11ц и блок 50 који је најсевернији део Бежаније).
Ретензија је стамбено насеље са 9.344 становника према попису из 2002. године (локална месна заједница Прве пруге). Међу не-стамбене објекте спадају Вртић "Чаролија", Економска школа "Нада Димић", Ученички центар "Змај" и хитна помоћ. Насеље се налази на само стотинак метара од десне обале Дунава, а раздваја их Земунски кеј.

## Назив
Насеље Ретензија добило је име осамдесетих година по ретензији (подземном резервоару за кишницу), која се налази на подручју овог насеља. Главни пројекат ретензије кишних вода у блоку 9б у Земуну, Београд је 1989. израдио Институт за водопривреду 'Јарослав Черни'.